# Jewgienij Moszkariow
Jewgienij Anatoljewicz Moszkariow (ros. Евгений Анатольевич Мошкарёв; ur. 31 marca 1986 w Omsku) – rosyjski hokeista.

## Kariera
- Awangard Omsk (2003–2005)
- Kapitan Stupino (2005–2006)
- Awangard Omsk (2006–2007)
- CSK WWS Samara (2007–2008)
- Awangard Omsk (2008–2009)
- Arłan Kokczetaw (2009)
- Kazakmys Sätbajew (2009–2011)
- Saryarka Karaganda (2011)
- Arłan Kokczetaw (2011)
- Łewy Lwów (2011–2012)
- Bejbarys Atyrau (2012-2013)[2]
- Jertys Pawłodar (2013-2014)[3]
- Arłan Kokczetaw (2014)
- HK Astana (2014-2015)
- Jertys Pawłodar (2015-2016)[4]
- HK Ałmaty (2016-2018)
- Jertys Pawłodar (2018-2020)

## Sukcesy
- Złoty medal mistrzostw Rosji: 2004 z Awangardem Omsk
- Srebrny medal mistrzostw Kazachstanu: 2013 z Bejbarysem Atyrau
- Złoty medal mistrzostw Kazachstanu: 2014 z Jertysem Pawłodar